# ホオジロクロガメ
ホオジロクロガメ（頬白黒亀、学名：Siebenrockiella crassicollis）は、イシガメ科ホオジロクロガメ属に分類されるカメ。ホオジロクロガメ属の模式種。

## 分布
インドネシア（ジャワ島、スマトラ島、ボルネオ島）、カンボジア、タイ、ベトナム南部、マレーシア、ミャンマー

## 形態
最大甲長23cm。オスよりもメスのほうが大型になる。背甲は扁平。椎甲板には筋状の盛り上がり（キール）がある。後部縁甲板は鋸状に尖る。背甲の色彩は黒や黒褐色一色。
頭部はやや大型。頭部の色彩は黒や黒褐色。
卵は長径が約5.2cm、短径が約2.8cm。幼体は肋甲板にもキールがあるが、成長に伴い消失する。幼体やメスの成体は眼の周囲や側頭部に白い斑紋が入り和名の由来になっている。オスの成体は眼の周囲や側頭部の斑紋が消失し、黒や黒褐色一色になる。

## 生態
流れの緩やかな河川、池沼、湿原、水田などに生息し、底質が泥で水生植物の繁茂した環境を好む。
食性は雑食で、昆虫、甲殻類、貝類、魚類、カエルやその幼生、動物の死骸、植物の茎、葉、果実などを食べる。
繁殖形態は卵生。マレーシアでは4-6月に1回に1-2個の卵を年に3-4回に分けて産む。飼育下では卵は25℃の環境で112日、27-30℃の環境で68-84日で孵化した例がある。XY型の性染色体を持ち、発生時の温度にで雌雄が決定されない（染色体性決定）。

## 人間との関係
生息地では食用とされることもある。
開発による生息地の破壊、食用の乱獲などにより生息数は減少している。
ペットとして飼育されることもあり、日本にも輸入されている。主に野生個体が流通する。以前は輸送状態の悪さから、飼育の非常に難しい種とされた。近年はワシントン条約に掲載されたことにより流通量が激減し、逆に輸送状態が改善されたため飼育は以前よりは易しくなった。アクアリウムやアクアテラリウムで飼育される。低温に弱いため（特に幼体や体調不良の個体）水中ヒーターなどを設置し保温する。飼育下では日光浴を行うため流木やレンガ、市販の水棲カメ専用のプラスチック製の浮島などで陸地を用意し、屋内で飼育する場合は局所的で水に強い暖房器具等で皮膚や甲羅を乾かすことのできる環境を作る必要がある。飼育下では人工飼料や乾燥飼料にも餌付く。餌を食べるのが遅いため、他種と複数飼育は薦められない。協調性はよく複数飼育でも問題が起こりづらいが、発情したオスはメスを追いまわすので単独で飼育するのが望ましい。